# Список храмов Витебска

 Список храмов Витебска  - список храмов разных конфессий, расположенных на территории города Витебска.

## Православные церкви
| Название                                            | Местоположение                         | Построена/Перестроена                                                         | Изображение |
| --------------------------------------------------- | -------------------------------------- | ----------------------------------------------------------------------------- | ----------- |
| Покровский собор Бывший монастырь тринитариев       | улица Шубина, 2                        | 1806—1821                                                                     |             |
| Успенский собор                                     | улица Политехническая (Успенская гора) | 1743—1785, 2001—2011                                                          |             |
| Воскресенская церковь (Рынковая) (бывшая униатская) | улица Суворова                         | 1772—1777, восстановлена в 2005—2009                                          |             |
| Благовещенская церковь                              | улица Замковая, 1                      | 1120—1130-е, восстановлена в 1998                                             |             |
| Казанская церковь Маркова монастыря                 | улица Максима Горького, 87             | 1760                                                                          |             |
| Успенская церковь                                   | улица Коммунистическая, 15             | 1858, вновь открыта(после закрытия советскими властями) в начале 2000-х годов |             |
| Храм Св. Александра Невского (деревянный)           | площадь Тысячелетия Витебска           | 1993                                                                          |             |
| Церковь Св. Георгия                                 | проспект Черняховского, 28/13          | 1990-е                                                                        |             |
| Церковь Св. апостола Андрея                         | улица Чкалова, 44                      | 1990-е                                                                        |             |

## Католические церкви
| Название                        | Местоположение                  | Построена/Перестроена | Изображение |
| ------------------------------- | ------------------------------- | --------------------- | ----------- |
| Церковь Св. Варвары             | улица Ленинградская, 27         | 1884—1885             |             |
| Церковь Св. Антония Падуанского | улица Гагарина, 46а             |                       |             |
| Церковь Святого Духа            | улица Чкалова, 5а               |                       |             |
| Собор Иисуса Милосердного       | улица Воинов-Интернационалистов | 2009                  |             |
| Костёл Святого Игнатия Лойолы   | ул. Генерала Ивановского, 15    | 2020                  |             |

## Синагоги
| Название                               | Местоположение                       | Построена/Перестроена                        | Изображение |
| -------------------------------------- | ------------------------------------ | -------------------------------------------- | ----------- |
| Большая Любавичская синагога (Витебск) | улица Революционная, возле дома № 10 | 1872 г., по другим сведениям — после 1900-х. |             |
| Оэль Давид (Шатёр Давида)              | улица Грибоедова, 12                 | 2017                                         |             |

1. ↑  Витебск globus.tut.by. Дата обращения: 26 декабря 2012. Архивировано из оригинала 8 ноября 2012 года.
2. ↑  Витебск globus.tut.by. Дата обращения: 26 декабря 2012. Архивировано из оригинала 31 августа 2012 года.
3. ↑  Синагога — Фото | город Витебск Витебская область. Дата обращения: 26 декабря 2012. Архивировано 23 мая 2012 года.
4. ↑  Шалом, Храм. Дата обращения: 19 октября 2017. Архивировано 19 октября 2017 года.